# Vampeta
Marcos André Batista dos Santos, művésznevén Vampeta (Nazaré, 1974. március 13. –) világbajnok brazil labdarúgó, középpályás.

## Pályafutása
Vampeta művészneve a portugál vampiro (vámpír) és a capeta (ördög) szavakból állt össze.
Karrierjét a folyamatosan vándorlás jellemezte. 1993-ban a Vitória színeiben mutatkozott be a felnőttek között, később ide még egyszer, 2004-ben visszatért. A Vitória után, alig húszévesen légióskodni kezdett, amikor a PSV Eindhoven szerződtette. Az eindhoveniek később kétszer is kölcsönadták, előbb a Venlónak, majd a Fluminensenek.
A kölcsönadásoknak az vetett véget, amikor 1998-ban a Corinthians kivásárolta őt PSV-s szerződéséből. A Corinthians később meghatározó pozíció töltött be Vampeta karrierjében, ugyanis 1998-tól 2000-ig több, mint ötven, később pedig még két időszak során újabb ötven bajnokit játszott le a csapatnál.
2001-ben a PSG és az Inter birtokolta 50-50 százalékban a játékjogát. Ezt akkor értékesítették tovább a Flamengonak, amikor az Inter Adrianót, a PSG pedig Reinaldót szerződtette a Flamengotól.
Ezt követően végleg hazatért, és brazil csapatokban játszott, egészen 2008-as visszavonulásáig.
A válogatottban 1998-ban mutatkozhatott be, 2002-ben pedig világbajnoki címet ünnepelhetett a csapattal, valamint 1999-ben a Copa Américát is megnyerte. Egyetlen gólját egy Argentína elleni vb-selejtezőn szerezte.